# 淺田彰
浅田彰（1957年3月23日—）是日本后现代主义批评家和策展人，其兴趣包括当代艺术、社会思想史和经济哲学等領域。淺田彰自2008年3月以來擔任京都藝術大學大学院学術研究所所長，此前是京都大学經濟研究所的一位准教授。